# Amfleet
Les voitures Amfleet sont une série de voitures de voyageurs utilisés pour le trafic intercité aux États-Unis. Elles ont été construites par Budd Company pour Amtrak en deux séries entre la fin des années 1970 et le début des années 1980.

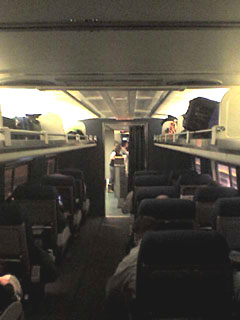
Intérieur d'une voiture Amfleet rénovée, classe business coach.